# Juliana Almeida
Juliana Almeida dos Santos (São Bernardo do Campo, 19 de maio de 1991) é uma patinadora brasileira, vencedora da medalha de bronze nos Jogos Pan-americanos de 2007.